# Mesometeorologie
Mesometeorologie is het onderdeel van de meteorologie dat zich bezighoudt met middelgrote weersystemen. De tijdsduur van deze systemen is beperkt van ongeveer een half uur tot enkele dagen en afhankelijk van de definitie van enkele km tot enkele honderden km groot.
Binnen de mesometeorologie wordt weer een onderverdeling gemaakt. Een veel gebruikte is die van Orlanski uit 1975:
| Schaal       | Afmeting    | Voorbeelden                                                  |
| ------------ | ----------- | ------------------------------------------------------------ |
| Mesoschaal-γ | 2-20 km     | Buien, stedelijke effecten                                   |
| Mesoschaal-β | 20-200 km   | nachtelijke windmaxima, buienlijnen, wolkenclusters, zeewind |
| Mesoschaal-α | 200-2000 km | fronten, lagedrukgebieden, tropische cyclonen                |

In 1981 kwam Fujita met een indeling waarin de mesoschaal liep van 4 tot 400 km.

## Noot
1. ↑  Orlanski, I. (1975): A rational subdivision of scales for atmospheric processes. Bulletin of the American Meteorological Society, 56(5), 527-530. Gearchiveerd op 23 september 2024.